# USS Edgar G. Chase (DE-16)
USS Edgar G. Chase (DE-16) là một tàu hộ tống khu trục lớp Evarts được Hải quân Hoa Kỳ chế tạo trong Chiến tranh Thế giới thứ hai. Nó là chiếc tàu chiến duy nhất của Hải quân Mỹ được đặt theo tên Đại úy Hải quân Edgar Griffith Chase, (1910-1942), Hạm phó tàu khu trục USS Meredith (DD-434) đã tử trận Guadalcanal tại vào năm 1942. Nó đã phục vụ cho đến khi chiến tranh kết thúc, xuất biên chế vào ngày 16 tháng 10 năm 1945 và xóa đăng bạ vào ngày 1 tháng 11 năm 1945. Con tàu bị bán để tháo dỡ vào ngày 18 tháng 3 năm 1947.

## Thiết kế và chế tạo
Những chiếc thuộc lớp tàu khu trục Evarts có chiều dài chung 289 ft 5 in (88,21 m), mạn tàu rộng 35 ft 1 in (10,69 m) và độ sâu mớn nước khi đầy tải là 8 ft 3 in (2,51 m). Chúng có trọng lượng choán nước tiêu chuẩn 1.140 tấn Anh (1.160 t); và lên đến 1.430 tấn Anh (1.450 t) khi đầy tải. Hệ thống động lực bao gồm bốn động cơ diesel General Motors Kiểu 16-278A nối với bốn máy phát điện để vận hành hai trục chân vịt; công suất 6.000 hp (4.500 kW) cho phép đạt được tốc độ tối đa 21 kn (24 mph; 39 km/h), và có dự trữ hành trình 4.150 nmi (4.780 mi; 7.690 km) khi di chuyển ở vận tốc đường trường 12 kn (14 mph; 22 km/h).
Vũ khí trang bị bao gồm ba pháo 3 in (76 mm)/50 cal trên tháp pháo nòng đơn có thể đối hạm hoặc phòng không, một khẩu đội 1,1 inch/75 caliber bốn nòng và chín pháo phòng không Oerlikon 20 mm. Vũ khí chống ngầm bao gồm một dàn súng cối chống tàu ngầm Hedgehog Mk. 10 (có 24 nòng và mang theo 144 quả đạn); hai đường ray Mk. 9 và tám máy phóng K3 Mk. 6 để thả mìn sâu.
Nguyên được dự định chuyển giao cho Hải quân Hoàng gia Anh, Edgar G. Chase được đặt lườn như là chiếc HMS Burges (BDE-16) tại Xưởng hải quân Mare Island, ở Vallejo, California vào ngày 14 tháng 3 năm 1942. Nó được hạ thủy vào ngày 26 tháng 9 năm 1942, và được đỡ đầu bởi bà Ann Bennett Wichels. Tuy nhiên kế hoạch chuyển giao bị hủy bỏ, nên con tàu quay trở lại sở hữu của Hoa Kỳ và được đổi tên thành Edgar G. Chase vào ngày 19 tháng 2 năm 1943. Nó nhập biên chế cùng Hải quân Hoa Kỳ vào ngày 20 tháng 3 năm 1943 dưới quyền chỉ huy của Hạm trưởng, Thiếu tá Hải quân John J. Morony.

## Lịch sử hoạt động

### 1943
Sau khi hoàn tất việc trang bị, Edgar G. Chase lên đường đi San Diego, California, đến nơi vào ngày 9 tháng 4, 1943 và bắt đầu chạy thử máy huấn luyện. Nó khởi hành từ San Diego vào ngày 14 tháng 4, tiếp tục chạy thử máy trên đường đi trong hành trình đi sang khu vực Đại Tây Dương để huấn luyện chống tàu ngầm và hộ tống vận tải tại khu vực Bermuda; nó băng qua kênh đào Panama vào ngày 26 tháng 4 và đi đến Great Sound, Bermuda vào ngày 1 tháng 5. Con tàu bắt đầu huấn luyện hộ tống vận tải từ ngày 5 tháng 5, thực hành cùng với tàu hộ tống khu trục Reuben James (DE-153), và một ngày sau thực tập săn tàu ngầm phối hợp với chiếc R-9 (SS-86). Trong suốt tháng 5, nó đã thực hành huấn luyện cùng với Reuben James và R-9, cũng như với các tàu chị em Evarts (DE-5), Wyffels (DE-6),Griswold (DE-7), Edsall (DE-129), tàu ngầm R-15 (SS-92) và tàu tiếp liệu khu trục Hamul (AD-20).
Sau khi hoàn tất việc huấn luyên, Edgar G. Chase rời Great Sound vào ngày 25 tháng 5 để đi Xưởng hải quân Charleston, Charleston, South Carolina đến nơi vào ngày 27 tháng 5, nơi nó được bảo trì và sửa chữa. Rời xưởng tàu vào ngày 3 tháng 6, nó đi đến Trung tâm Huấn luyện Săn ngầm tại Miami, Florida vào ngày 4 tháng 6, và bắt đầu phục vụ như tàu huấn luyện cùng với Đội đặc nhiệm Hộ tống 23.2, tiếp tục vai trò này trong hơn một năm tiếp theo.
Đang khi thực hành huấn luyện vào ngày 13 tháng 6, tàu hộ tống khu trục Reuben James báo cáo bắt được một âm thanh chân vịt vận hành ngầm dưới nước; Edgar G. Chase tắt động cơ của mình và nhanh chóng xác nhận tín hiệu lạ bằng thiết bị của chính mình. Reuben James săn đuổi theo mục tiêu và tấn công bằng mìn sâu theo từng loạt năm quả một, còn Edgar G. Chase cũng bước vào báo động chiến đấu và tham gia cuộc truy lùng. Khoảng một giờ rưỡi sau đó, Edgar G. Chase lại bắt được mục tiêu qua thiết bị sonar, tăng tốc và tấn công với một loạt đạn súng cối chống ngầm Hedgehog và tiếp theo bằng 11 quả mìn sâu. Nhật ký trên tàu không xác nhận kết quả cuộc tấn công nhưng ghi nhận có nhiều mảnh vỡ và vệt dầu loang diesel trên mặt nước.

### 1944
Đang khi hoạt động ngoài khơi cách Miami, Florida khoảng 15 nmi (28 km) về phía Tây vào ngày 3 tháng 7, 1944, Edgar G. Chase nhận chỉ thị từ Tư lệnh Tiền phương Biển vùng Vịnh nhanh chóng gia nhập cùng tàu cutter USCGC Pandora (WPC-113) tại vị trí ngoài khơi Boynton Beach, Florida. Pandora cùng với tàu tuần tra CG-83524 tháp tùng đã phát hiện một mục tiêu qua sonar và đã tiêu phí số mìn sâu vào mục tiêu nghi ngờ. Edgar G. Chase đi đến hiện trường và đảm trách chỉ huy tác chiến của hải đội; ba con tàu đã dàn hàng ngang và bắt đầu rà quét khu vực. Do cạn nhiên liệu, CG-83524 phải rời khỏi đội hình năm giờ sau đó, và Tư lệnh Tiền phương Biển vùng Vịnh chỉ thị cho Pandora quay trở lại nhiệm vụ thường lệ trong khi Edgar G. Chase tiếp tục hoạt động tìm kiếm.
Sang ngày hôm sau 4 tháng 7, các tàu tuần tra PC-1149, PCE-851, PC-1171 và SC-652 cùng tham gia với Edgar G. Chase trong cuộc truy lùng tàu ngầm đối phương. Họ được lệnh tiếp tục tìm kiếm tại khu vực cách 103 nmi (191 km) về phía Bắc tại vị trí cách mũi Canaveral 24 nmi (44 km) về phía Đông Nam. Trên đường đi, PC-1171 báo cáo về mục tiêu xuất hiện trên màn hình sonar, nó tấn công nhưng không thể tiếp tục theo dõi mục tiêu; và cuối cùng PC-1171 khẳng định tín hiệu nó dò được không phải là một tàu ngầm đối phương. Đi đến vị trí được chỉ định, hải đội được lệnh di chuyển đến vị trí ngoài khơi Fort Pierce, nơi PC-1171 một lần nữa phá hiện mục tiêu bằng sonar và tấn công bằng mìn sâu vào ngày 5 tháng 7. Các tàu khác trong đội hình bẻ lái khẩn cấp 90° để tham gia cuộc tấn công, trong khi PC-1171 báo cáo một tín hiệu sonar rõ ràng và nghe được tiếng chân vịt, nhưng không thể tiếp cận mục tiêu; dựa trên thông tin này, Edgar G. Chase tung ra một lượt tấn công với 13 quả mìn sâu. Tuy nhiên, sau này được khẳng định, thiết bị sonar của PC-1171 có thể gặp trục trặc nên nó bắt được tiếng dội giả. Đội hình tiếp tục tiến về phía Nam mà không bắt được dấu hiệu nào của tàu ngầm đối phương, cuộc truy tìm bị hủy bỏ và Edgar G. Chase quay trở lại hoạt động thường lệ vào ngày 6 tháng 7.
Sau khi được bảo trì tại Xưởng hải quân Charleston từ ngày 10 đến ngày 21 tháng 7, Edgar G. Chase quay trở lại hoạt động cùng Trung tâm Huấn luyện Săn ngầm trong một thời gian ngắn trước khi chuyển sang nhiệm vụ hộ tống vận tải. Đến ngày 21 tháng 7, nó được lệnh đi đến Hampton Roads, Virginia để gia nhập Đội đặc nhiệm 27.2 để tháp tùng bảo vệ cho tàu sân bay hộ tống Tripoli (CVE-64) trong hành trình đi từ Norfolk, Virginia đến Recife, Brazil từ ngày 1 đến ngày 13 tháng 8; khi đội đặc nhiệm được giải thể sau khi đến nơi, nó cùng tàu hộ tống khu trục O’Toole (DE-527) tháp tùng để bảo vệ cho tàu sân bay hộ tống Solomons (CVE-67) trong chặng đường quay trở về Norfolk. Sau khi về đến nơi, nó cùng với O’Toole được lệnh đi đến Xưởng hải quân New York tại Brooklyn, nơi nó gia nhập Đội hộ tống 80 vào ngày 26 tháng 8.
Khởi hành từ New York vào ngày 19 tháng 9, Edgar G. Chase hướng sang quần đảo Anh trong thành phần hộ tống cho Đoàn tàu NY-119, vốn bao gồm tàu chở dầu Maumee (AO-2) và tàu kéo Abnaki (ATF-96); thành phần hộ tống còn bao gồm các tàu hộ tống khu trục John J. Powers (DE-528), Mason (DE-529) và John M. Bermingham (DE-530). Những ngày đầu tiên của chuyến đi diễn ra bình an, cho đến khi một cơn bão làm cho các con tàu bị phân tán vào ngày 26 tháng 9. Chiếc tàu kéo Lục quân ST-719 bị đắm khi nó cách bờ biển Virginia 820 nmi (1.520 km), và toàn bộ số thành viên thủy thủ đoàn ngoại trừ hai người được các tàu khác của đoàn cứu vớt.
Đến ngày 16 tháng 10, thời tiết tiếp tục gây nguy hại cho đoàn tàu khi họ còn cách Falmouth, Cornwall khoảng 300 nmi (560 km) về phía Tây. Gió mạnh và biển động nặng đã khiến Đoàn tàu NY-119 bị tách ra thành nhiều nhóm phân tán, và Edgar G. Chase được phái đi tìm chiếc tàu kéo Lục quân LT-537 bị mất liên lạc với chỉ huy đoàn tàu; nó tìm thấy LT-537 vẫn an toàn đang kéo theo một sà lan chở hàng tiếp liệu. Nhưng đến ngày 18 tháng 10, dây kéo bị đứt và hoàn cảnh thời tiết càng xấu hơn ngăn trở việc thu hồi chiếc sà lan. Nhận định rằng thời tiết quá xấu có thể gây hại cho LT-537, Edgar G. Chase hộ tống nó đi đến quần đảo Scilly để tránh bão, rồi quay trở lại cùng đoàn tàu và tiếp tục tìm kiếm những con tàu bị thất lạc.
Sang ngày hôm sau, Edgar G. Chase tìm thấy một tàu khác bị thất lạc, LT-581; cả hai cùng đi đến Scilly để đón LT-537 cho hành trình hướng đến Falmouth. Trên đường đi họ bắt gặp một sà lan đơn độc dường như đang bị trôi dạt; LT-581 tiếp tục hành trình trong khi Edgar G. Chase và LT-537 tìm cách thu hồi chiếc sà lan. LT-537 nối được một dây kéo sang chiếc sà lan trôi nổi, để rồi khám phá rằng nó đang được neo lại. Chiếc tàu kéo tiếp tục ở lại cùng chiếc sà lan suốt đêm 19 tháng 10, cho đến sáng hôm sau khi thời tiết quả bất lợi buộc nó phải cắt dây kéo để cùng Edgar G. Chase đi đến Falmouth.
Trên đường đi Edgar G. Chase dò được tín hiệu sonar ngầm dưới nước. Nó rà soát nhiều lượt quanh mục tiêu nghi ngờ, và đã bắn một loạt đạn súng cối chống ngầm Hedgehog; khi con tàu ngừng bắn, nó nhận ra tín hiệu sonar bắt được chỉ là tiếng dội của đáy biển. Con tàu gia nhập cùng LT-539 trên đường đi đến Falmouth, và trên đường đi họ tiếp tục bắt gặp LT-63 cùng thuộc Đoàn tàu NY-119 đang kéo theo LT-643; các con tàu bị bão làm phân tán tiến vào Carrick Roads vào ngày 20 tháng 10.
Chỉ được nghỉ ngơi một thời gian ngắn, Edgar G. Chase lại cùng Abnaki và John M. Bermingham lên đường đi Plymouth, Devon vào ngày hôm sau. Nó cùng John M. Bermingham, Abnaki và LT-374 quay trở lại khu vực eo biển Manche vào ngày 22 tháng 10 để tìm kiếm số sà lan bị trôi dạt thất lạc khỏi đoàn tàu; Abnaki tìm thấy một sà lan trôi nổi và kéo nó quay trở lại Falmouth, trong khi Edgar G. Chase và LT-374 tiếp tục tìm kiếm ra tận khu vực tiếp giáp Bắc Đại Tây Dương. Họ tìm thấy một sà lan khác cách 20 nmi (37 km) về phía Nam Scilly; và trong khi LT-374 tìm cách kéo chiếc sa lan, dây cáp rối đã làm hỏng chân vịt của nó. Edgar G. Chase phải yêu cầu Abnaki đi đến vị trí của họ để thu hồi chiếc sà lan. Sang ngày 24 tháng 10, nó kéo LT-374 quay trở lại Plymouth trong khi Abnaki chờ đợi thời tiết cải thiện để thu hồi chiếc sà lan trôi dạt.
Edgar G. Chase ở lại Plymouth cho đến khi lên đường quay trở về vào ngày 6 tháng 11 cùng với các tàu John J. Powers, Mason, John M. Bermingham, Maumee, các tàu thả lưới Shellbark (AN-67) và Pinon (AN-66) cùng tám tàu kéo Lục quân. Tương phản với chặng đi, hành trình quay trở về diễn ra bình yên với thời tiết tốt và biển lặng. Khi còn cách Norfolk 500 nmi (930 km) về phía Đông vào ngày 19 tháng 11, John J. Powers và John M. Bermingham tách ra để hộ tống các tàu kéo đi New York, trong khi Edgar G. Chase và Mason tiếp tục cùng đoàn tàu hướng đến Norfolk. Sau khi đoàn tàu được hộ tống đến nơi an toàn vào ngày 22 tháng 11, hai chiếc tàu hộ tống khu trục được thay phiên và đi đến New York để bảo trì và sửa chữa.
Vào đầu tháng 12, Edgar G. Chase tham gia thực hành huấn luyện chống tàu ngầm tại khu vực Casco Bay, Maine, phối hợp cùng tàu ngầm Ý Vortice (đã đầu hàng cùng lực lượng Đồng Minh) và tàu ngầm Hoa Kỳ S-14 (SS-119) phục vụ như mục tiêu giả lập. Vào ngày 12 tháng 12, con tàu lên đường đi Norfolk để tham gia thử nghiệm thùng lặn dưới nước theo sự điều động của Tư lệnh Khu trục Hạm đội Đại Tây Dương.
Edgar G. Chase khởi hành vào ngày 19 tháng 12 trong thành phần Đoàn tàu UGS-64, một lần nữa vượt Đại Tây Dương để hướng sang Oran, Algeria ngang qua eo biển Gibraltar. Thành phần hộ tống cho UGS-64 bao gồm các tàu khu trục Balch (DD-363)), Livermore (DD-429) và Eberle (DD-430), tàu frigate Gulfport (PF-20) cùng các tàu hộ tống khu trục O’Toole, Andres (DE-45), John J. Powers, John M. Bermingham và Mason.

### 1945
Đang khi còn cách 230 nmi (430 km) về phía Tây Gibraltar, Đoàn tàu UGS-64 nhận được tin tức về việc tàu hàng Hoa Kỳ Henry Miller, đang cùng Đoàn tàu GUS-63 trên đường hướng sang phía Tây ngoài khơi Gibraltar, đã trúng ngư lôi phóng từ tàu ngầm U-boat Đức U-870 vào ngày 3 tháng 1, 1945. Như một biện pháp đề phòng, Edgar G. Chase cho thả xuống nước vào kéo theo sau đuôi tàu một bộ Foxer (FXR), thiết bị gây nhiễu âm thanh có chức năng mồi bẫy để đánh lừa loại ngư lôi dò âm G7es (T5) của Đức; thiết bị này thoạt tiên do Hải quân Hoàng gia Anh phát triển nhưng sau đó được nhiều nước Đồng Minh khác áp dụng. Đoàn tàu UGS-64 băng qua eo biển an toàn vào ngày 4 tháng 1, trước khi tách ra thành ba nhóm; Edgar G. Chase cùng Livermore đảm trách nhóm tàu vận tải hướng đến Oran, Algeria, đi đến Mers-el Kébir an toàn vào ngày hôm sau.
Vào ngày 12 tháng 1, Edgar G. Chase cùng với Livermore, Andres, Eberle và John M. Bermingham lên đường trong thành phần hộ tống cho Đoàn tàu GUS-65 quay trở về Norfolk. Khi còn cách Bermuda 500 nmi (930 km) về phía Đông vào ngày 25 tháng 1, nó truy tìm một thủy thủ trên tàu chở hàng Hoa Kỳ John Constantine bị sóng cuốn qua mạn và rơi xuống biển. Tuy nhiên việc tìm kiếm kéo dài ba giờ rưỡi không mang lại kết quả. Khi đoàn tàu còn cách Norfolk 400 nmi (740 km) về phía Đông Nam, Edgar G. Chase cùng với Andres tách ra để đi Hampton Roads, và con tàu được tách khỏi nhiệm vụ hộ tống vận tải vào ngày 1 tháng 2 để đi New York, nơi nó được sửa chữa cho đến ngày 15 tháng 2.
Cùng với tàu khu trục Nelson (DD-623) và Andres, Edgar G. Chase khởi hành đi Oran, Algeria vào ngày 16 tháng 2, và sang ngày hôm sau đã gia nhập thành phần hộ tống cho Đoàn tàu UGS-75, vốn bao gồm các tàu hộ tống quan thuộc Livermore, John M. Bermingham và tàu frigate Annapolis (PF-15). Vào ngày 23 tháng 2, nó dò được tín hiệu sonar tàu ngầm đối phương và tấn công mục tiêu nhưng không có kết quả. Đoàn tàu đi qua eo biển Gibraltar trong ngày 4 tháng 3, khi nó cùng Nelson, Andres và Annapolis tách ra để hộ tống các tàu buôn hướng đến Oran. Một trong các tàu buôn bị tách khỏi đoàn tàu nên Edgar G. Chase phải nán lại để bảo vệ cho nó cho đến khi đi đến vịnh Oran an toàn vào ngày 12 tháng 3. Nó lên đường ngay ngày hôm sau để hộ tống cho Đoàn tàu GUS-77 quay trở về Norfolk. Con tàu tiếp tục nhiệm vụ hộ tống vận tải giữa Norfolk và Oran cho đến khi chiến tranh chấm dứt tại Châu Âu; nó hoàn tất chuyến đi sau cùng vào ngày 30 tháng 5.
Edgar G. Chase neo đậu tại New York trong tháng 6 để được bảo trì, rồi chuyển đến khu vực vịnh Casco, Maine để huấn luyện từ ngày 1 đến ngày 15 tháng 7. Nó lên đường đi Miami, Florida vào ngày 16 tháng 7 và phục vụ như tàu huấn luyện cho Trung Tâm Huấn luyện Hải quân, hoạt động tại các khu vực Dry Tortugas, Florida Keys và Havana, Cuba cho đến đầu tháng 9.
Con tàu đi đến Charleston, South Carolina vào ngày 9 tháng 9, nơi nó được cho xuất biên chế vào ngày 16 tháng 10, 1945. Tên nó được cho rút khỏi danh sách Đăng bạ Hải quân vào ngày 1 tháng 11, 1945, và cuối cùng nó bị bán cho hãng Harris Structural Steel tại New Jersey để tháo dỡ vào ngày 18 tháng 3, 1947.

## Phần thưởng[2]
|  |  |  |

| Huân chương Chiến dịch Hoa Kỳ | Huân chương Chiến dịch Châu Âu-Châu Phi-Trung Đông | Huân chương Chiến dịch Châu Âu-Châu Phi-Trung Đông | Huân chương Chiến thắng Thế Chiến II |